# Gameboys
Gameboys es una serie web de temática BL filipina estrenada en 2020. Dirigida por Ivan Andrew Payawal, con guion de Ash M. Malanum, está protagonizada en sus papeles principales por Kokoy de Santos y Elijah Canlas. Ambientada durante el confinamiento por la pandemia del Covid-19 la trama se centra en dos jóvenes -un conocido jugador de videojuegos y su fan- que se conocen online y poco a poco se enamoran. Con un total de 13 capítulos es considerada la primera serie de su temática producida en Filipinas.
Durante su estreno por YouTube obtuvo una amplia repercusión internacional y algunos episodios superaron las 1.500.000 reproducciones. Ello propició la firma de un acuerdo con Netflix, para la inclusión de la serie con nuevas escenas y redenominada Gameboys: Level-Up Edition, retirándose los episodios de YouTube. También se filmó una película Gameboys: The Movie (2021) un spin-off denominado Pearl Next Door, y una segunda temporada Gameboys 2.
Obtuvo dos nominaciones, incluyendo un Premios Emmy Internacional, y el premio a mejor serie web en los Seoul Indie Short Awards.

## Argumento
Durante la cuarentena de Luzón, por la pandemia de COVID-19 de 2020, el jugador de videojuegos en vivo Cairo Lazaro (Caimazing) pierde ante Gavreel Alarcon (Angel2000) durante un juego en línea. Herido en su orgullo Cairo reta a Gavreel a una revancha. Gavreel, sin embargo hace tiempo que sigue la trayectoria de Cairo y se ha enamorado de él. Durante la conversación Gavreel confiesa su atracción por el joven y le pide, para aceptar la revancha, una cita a cambio. Aunque Gavreel también gana durante la revancha el joven sigue cortejando a Cairo. Con el trato ambos jóvenes van tejiendo complicidades y Cairo también se hace amigo de Pearl, exnovia de Gavreel y ahora su mejor amiga. Cairo no obstante está teniendo problemas familiares ya que su padre se encuentra hospitalizado debido a una infección por coronavirus.
Terrence, exnovio de Gavreel, intenta volver con Gavreel tras romper con su novia. En un intento por recuperarlo Terrence, al conocer el interés romático de Gavreel por Cairo, intenta hacer creer a Cairo que Gavreel utilizó la muerte de su abuela, quien falleciera el año anterior, para dar lástima. Inicialmente el ardid sirve para distanciar a los jóvenes pero luego Cairo se da cuenta de su error al confiar en Terrence y se disculpa. En una reunión en grupo a la que asisten Terrence, Gavreel, Cairo y Pearl Gavreel asegura que no volverá a tener una relación con Terrence y que está enamorado de Cairo.
Cuando la relación entre Cairo y Gavreel parece ir progresando Cairo se entera por su hermano mayor, London, que su padre ha empeorado en el hospital. Cairo se siente culpable por la situación de su padre ya que se escapó de su casa y, durante su búsqueda, su padre se infectó con el virus. La fuga de Cairo se debió a que Risa, la ex mejor amiga de Cairo, estaba enamorada de él. Al ser rechazada, dado que Cairo es homosexual, Risa lo divulgó a la familia y amigos a través de redes sociales. Incapaz de sincerarse con su familia sobre su sexualidad Cairo se escapó de casa. En un mensaje escrito en el hospital el padre de Cairo le indica que su homosexualidad no ha sido un problema y le pide que no se sienta culpable de la situación en la que se encuentra. Más tarde Leila, la madre de Cairo, le comunica entre lágrimas el fallecimiento de su padre dejando al joven devastado mientras Gavreel conoce la noticia al estar haciendo un videochat con Cairo.
Gavreel y Pearl apoyan a Cairo durante el duelo por la muerte de su padre. Tanto Terrence como Risa se disculpan por sus errores y los problemas que causaron en la vida de Cairo y Gavreel. Mientras tanto Leila decide trasladar a la familia desde Luzón a la provincia de Bukidnon a lo que Cairo accede con vacilación ya que es consciente de que la distancia hará que su relación sea más difícil. Cairo finalmente confiesa su interés romántico por Gavreel. A partir de entonces Cairo y Gavreel se encuentran en persona por primera vez con la ayuda de Pearl. Sin embargo, a medida que se aproxima la fecha del traslado, la tensión entre ambos florece y la aparición de antiguos amigos motivan la aparición de los celos y los reproches entre ambos que pondrán en peligro la relación.

## Producción
Producida por The IdeaFirst Company Gameboys es la primera serie digital que la compañía realiza. Los primeros nueve episodios fueron rodados íntegramente en los domicilios de los actores protagonistas debido a las restricciones de movimientos por la cuarentena del coronavirus. 

«Tenemos prevista una larga historia pero queríamos cambiar nuestro proceso de producción habitual. Por lo general hacemos toda la película (o serie), publicamos un avance, luego un trailer y luego lanzamos la película o serie. Pero en esta ocasión decidimos que el primer episodio fuera el avance y el trailer. Al lanzarlo directamente hemos tenido la oportunidad de conocer reacciones y comentarios que nos guiarán a medida que vayamos produciendo los próximos episodios»
Perci Intalan (productor) 

Los mismos actores filmaban sus escenas con teléfonos móviles y, posteriormente, subían los archivos a internet para que el director las verificara y detectara si había que volver a realizarlas. Posteriormente se hacía el trabajo de montaje y editado para dar forma al episodio final. 

«La clave es tener buenos actores, no solo que sean guapos, sino también que sean buenos profesionales. Esto es más complicado porque la producción se hace de forma remota. No había nadie junto a ellos cuando estábamos filmando. Eso implica que tenían que seguir todas las instrucciones del director tenían que encargarse de toda la iluminación, el diseño de producción, los ajustes de audio y, además, actuar de manera convincente. Sabíamos que Kokoy y Elijah son actores jóvenes con los que realmente podemos contar no solo para actuar bien sino también porque son tan profesionales que pueden trabajar de forma remota».
Perci Intalan (productor) 

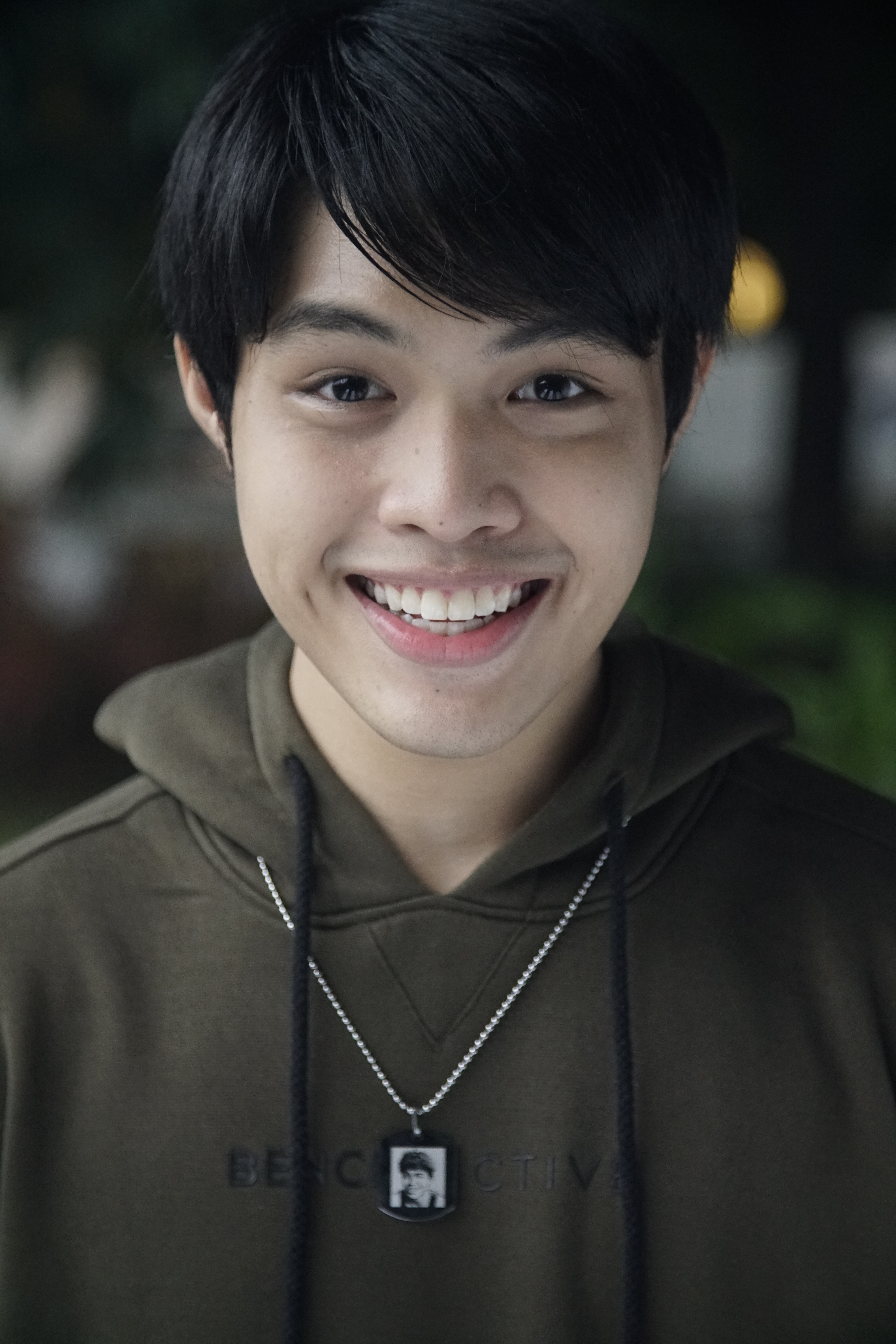
El actor Elijah Canlas

El primer episodio «Pass or Play» se estrenó el 22 de mayo de 2020 en YouTube. Al ser una serie de distribución digital la inversión se compensó inicialmente por los patrocinadores y la monetización de los vídeos conforme a la política de la plataforma de streaming. Sin embargo sus buenos datos de recepción en la plataforma motivaron la firma de un acuerdo con Netflix para que la serie se emitiera por esta plataforma de streaming incluyendo nuevas escenas y retirándose los episodios pero no el contenido adicional de YouTube.

«La serie trata de dos personas que se conocen en un momento en el que solo pueden conectarse virtualmente. Creo que eso es lo que la hace tan resonante entre las audiencias de todo el mundo. Queremos creer que aún puede encontrar amor y compañía incluso en medio de una pandemia».
Perci Intalan (productor) 

## Reparto
- Elijah Canlas - Cairo Lazaro
- Kokoy de Santos - Gavreel Mendoza Alarcon
- Adrianna So - Pearl Gatdula
- Kyle Velino - Terrence Cadeon
- Jerom Canlas - London Lazaro
- Miggy Jimenez - Wesley Torres
- Sue Prado - Leila Lazaro
- Rommel Canlas - Arthur Lazaro
- Angeli Nicole Sanoy - Risa Vargas

## Recepción
En IMDb la serie, con un total de 1.148 votos, recibe una puntuación de 8,4 sobre 10.

«Esta serie está encuadrada en el género BL pero incluye algunos, no tan habituales, elementos del género como darle una nueva profundidad a aspectos como los sentimientos. Debería decir que la 'manera filipina' de cortejar, tal como aparece en la serie, es bastante ajustada a la realidad. Y es de justicia reconocer a los dos principales actores Elijan Canlas como Cairo y Kokoy De Santos como Gavreel».
Asher99 (IMDB) 

En mydramalist.com obtiene una calificación de 8,2 sobre 10 con un total de 8.411 votaciones.